# Сидибе, Модибо
Модибо Сидибе́, фр. Modibo Sidibé (род. 7 ноября 1952, Бамако) — малийский политик, премьер-министр Мали с 28 сентября 2007 по 4 апреля 2011 года.

## Биография

### Образование и карьера в полиции
Модибо Сидибе родился 7 ноября 1952 года в Бамако. Младший брат Манде Сидибе, занимавшего пост Премьер-министра в 2000-2002 годах. В 1958—1969 годах обучался в средней школе «Болибана» в Бамако, в 1970-1972 годах продолжил образование в столичном лицее Проспер Камара. С 1972 года получал высшее образование — изучал право в университете города Перпиньян (Франция). В 1976 году, после завершения обучения, вернулся в Мали, проходил военную подготовку в Учебном центре в Куликоро. В 1977 году получил диплом Национальной школы полиции в Бамако и патент парашютиста, в 1978 году — армейский диплом первой степени. С 1978 года служил в бригаде криминальной полиции, был помощником комиссара полиции 1-го округа Бамако, комиссаром полиции аэропорта Бамако-Сену. В 1979 году повышал квалификацию по уголовному праву и криминологии в Экс-ан-Прованс (Франция). В 1983 году изучал политическую теорию в Реймсе (Франция) и получил докторскую степень по уголовному праву и криминологии в Экс-ан-Прованс(Франция).
В 1984 году Модибо Сидибе был назначен главой бюро военного кабинета министра национальной обороны Мали. В 1985—1992 годах, занимая различные государственные посты, Модибо Сидибе читал курс криминалистики в Школе национальной администрации в Бамако. Имеет звание генерального инспектора полиции.

### Карьера на государственной службе (1985—1997)
В 1985 году Модибо Сидибе был направлен на стажировку в Италию, где получил правовой сертификат в области вооруженных конфликтов, а затем, в 1986 году прошёл курсы усовершенствования офицеров. В 1986 году был назначен техническим советником министра-делегата национальной обороны Мали, а в 1989 году — начальником кабинета министра. В 1991 году был переведен на должность директора кабинета министра-делегата внутренней безопасности.
В 1991 году, после смещения президента  Муссы Траоре, Модибо Сидибе стал директором кабинета нового главы государства — председателя Переходного Комитета народного спасения генерала Амаду Тумани Туре. Эта должность дала ему ранг министра.
После избрания президентом Альфы Умара Конаре в апреле 1993 года Модибо Сидибе стал министром здравоохранения, социальной поддержки и по делам престарелых. Он сохранял этот пост в трех последующих правительствах и вновь назначался на него 7 ноября 1993 года, 7 февраля 1994 года и
22 июля 1996 года .

### Министр иностранных дел (1997—2002)
19 сентября 1997 года Модибо Сидибе был назначен министром иностранных дел и сотрудничества Мали. Он сохранял его в последующих кабинетах и вновь назначался на этот пост 21 февраля 2000 года, 23 июня 2001 года и 19 марта 2002 года. На этом посту Модибо Сидибе в 1999—2001 годах был председателем Совета министров иностранных дел Экономического сообщества стран Западной Африки (ЭКОВАС) и председателем Совета посредничества и мира ЭКОВАС, возглавлял совместные правительственные собрания ЭКОВАС — Западноафриканского экономического и валютного союз в 2000 и 2001 годах.
В 2001—2002 годах был председателем Конференции министров иностранных дел Организации исламская конференция.
В 2000 году Сидиме был председателем группы по преобразованию Организации африканского единства в Африканский союз, отвечал за составление Учредительного акта Африканского союза. В 2000—2001 годах был председателем на заседаниях Совета Безопасности Организаций Объединенных Наций во время мандата Мали.
Он был председателем Административного совета Организации сотрудничества и координации по борьбе с эндемичными заболеваниями (фр.  OCCGE).
В ноябре 2000 года в Бамако состоялась встреча франкоязычных стран, на которой была принята «Декларация Бамако» о развитии демократии, защиты прав и гражданских свобод на франкоговорящем пространстве.
9 июня 2002 года, на следующий день после своего вступления в должность, новый президент Амани Тумани Туре назначил Модибо Сидибе генеральным секретарём администрации президента в ранге министра.
Модибо Сидибе является основателем и президентом фонда «Форум Бамако» .

### Премьер-министр Мали
28 сентября 2007 года Президент Амани Тумани Туре после парламентских выборов поручил Модибо Сидибе сформировать правительство вместо Усмане Иссуфи Маига и декретом N° 07-380/P-RM от 28 сентября 2007 года назначил его премьер-министром Мали. 

#### Состав правительства Модибо Сидибе
Сидибе сформировал правительство из 26 человек, состав которого был утвержден 3 октября президентским декретом N 07-383 / P-RM . В правительство кроме Сидибе вошли (в очередности по списку в «Essor»)  :
- 1. Министр труда и профессионального обучения – Ибрахима Н'Дайе (Ibrahima N'Diaye)
- 2. Министр здравоохранения  –  Умар Ибрахима Туре (Oumar Ibrahima Touré)
- 3. Министр ремесел и туризма - Н'Дайе Ба (N'Diaye Ba);
- 4. Министр территориальной администрации и местных общин – генерал Кафугуна Коне (Kafougouna Koné);
- 5. Министр животноводства и рыболовства - Диалло Мадалена Ба (Mme Diallo Madeleine Ва);
- 6. Министр иностранных дел и международного сотрудничества  - Моктар Уане (Moctar Ouane);
- 7. Министр сельского хозяйства – Тьемоко Сагаре (Tiémoko Sangaré);
- 8. Министр экономики, промышленности и торговли – Ба Фатумата Нене Су (Mme Ва Fatoumata Néné Sy);
- 9. Министр энергетики, полезных ископаемых и водных ресурсов – Ахмед Соу (Ahmed Sow);
- 10. Министр транспорта – Ахмед Диане Семега (Ahmed Diane Semega);
- 11. Министр финансов - Абу-Бакар Траоре (Abou-Bakar Traoré);
- 12. Министр внутренней безопасности и гражданской обороны – генерал Садио Гассама (Sadio Gassama);
- 13. Министр высшего и среднего образования и исследований – Амаду Туре (Amadou Touré);
- 14. Министр обороны и по делам ветеранов – Натье Плеа (Natié Pléa);
- 15. Министр начального образования, ликвидации неграмотности и национальных языков – Сидибе Амината Диалло (Mme Sidibé Aminata Diallo);
- 16. Министр по делам малийцев за рубежом и африканской интеграции – Бадра Алу Макалу (Badra Alou Macalou);
- 17. Министр по делам защиты материнства, детства и семьи – Майга Сина Дамба (Mme Maéga Sina Damba);
- 18. Министр связи и новых технологий – Диарра Мариам Флантье Диалло (Mme Diarra Mariam Flantié Diallo);
- 19. Министр окружающей среды и оздоровления – Агатане Аг Алассане (Agathane Ag Alassane);
- 20. Министр труда, государственной службы и  реформы управления – Абдул Вахаб Бертье (Abdoul Wahab Berthé);
- 21. Министр по делам социального развития,  солидарности и пожилых людей – Секу Диаките (Sékou Diakité);
- 22. Министр юстиции – Махарафа Траоре (Maharafa Traoré);
- 23. Министр жилищного строительства, земельных вопросов и градостроительства -  Гаку Солимата Фофана (Mme Gakou Salimata Fofana);
- 24. Министр культуры – Мохамед Эль Моктар (Mohamed El Moctar);
- 25. Министр по делам молодежи и спорта - Амане Нианг (Hamane Niang);
- 26. Министр по связям с государственными институтами, официальный представитель правительства -  Диабате Фатумата Гуиндо (Mme Diabaté Fatoumata Guindo).

В правительство вошли семь женщин — министр животноводства и рыболовства Диалло Мадалена Ба, Министр экономики, промышленности и торговли – Ба Фатумата Нене Су;министр начального образования, ликвидации неграмотности и национальных языков — Амината Диалло Сидибе, министр по охране материнства, детства и семьи — Майга Сина Дамба, министр коммуникаций и новых технологий Диарра Мариам Флантье Диалло, министр жилищного строительства, земельных вопросов и градостроительства Гаку Салимата Фофана, министр по связям с государственными институтами, официальный представитель правительства Диабате Фатумата Гуиндо.

### Деятельность правительства
Модибо Сидибе заявлял, что деятельность его кабинета будет заключаться в достижении целей, определенных президентской Программой экономического и социального развития. Он назвал целями своего правительства реформу судебной системы и школьную реформу, развитие сельского хозяйства, инфраструктуры и частного сектора.
23 ноября 2007 года Сидибе заявил своим министрам, что их правительство пришло, чтобы управлять иначе 
29 февраля — 3 марта 2008 года Модибо Сидибе в сопровождении трех министров посетил пять из шести производственных зон сельскохозяйственного объединения «Управления Нигера», чтобы ознакомиться с ситуацией в сельском хозяйстве.
В начале апреля 2008 год]а правительству Модибо Сидибе удалось договориться с представителями кочевого племени туарегов, продолжавший вооруженную борьбу против правительства в Бамако, о прекращении военного противостояния в обмен на экономическую помощь. Однако группировка Альянс туарегов за изменение Северного Мали отказалась придерживаться этого соглашения, и продолжили нападения на малийских военных. В июне 2008 года Сидибе выдвинул новую инициативу по развитию рисоводства. Он предложил производить в зоне Управления Нигера больше миллиона тонн неочищенного риса в рамках президентской программы, которая предусматривает к 2012 году достичь производства 10 миллионов тонн злаков. Эту задачу Модибо Сидибе предполагал решить в сезон 2008—2009 годов, чтобы покрыть потребность страны в рисе (900000 тонн) и получить до 250000 тонн для продажи за рубеж. Общая сумма инициативы составляла 42 миллиарда франков КФА или 64 миллиона евро. Правительство планировало из этой суммы выделить на закупку удобрений, семян и оборудования порядка 11 миллиардов франков КФА. «Рисовую инициативу» Сидибе поддержала Продовольственная и сельскохозяйственная комиссия ООН, Дания и другие страны. В августе Канада и Нидерланды выделили Мали 3, 5 миллиарда франков КФА. В сентябре Япония пожертвовала для этих целей 480 миллионов йен. В ноябре Сидибе вновь совершил поездку в сельскохозяйственные районы, чтобы ознакомиться с ходом выполнения «рисовой инициативы», во время поездки он завил, что не допустит никаких махинаций с зерновой продукцией, а её незаконная продажа за рубеж будет пресекаться.
29 ноября 2008 года Сидибе заявил, что в ближайшее время будет выработана программа борьбы с коррупцией и финансовыми преступлениями. Он пообещал, что она учтет весь зарубежный опыт и будет реализована в кратчайшие сроки.
Утром 20 декабря 2008 года туареги совершили нападение на военный лагерь города Нампала. Погибли 9 военных и 11 нападавших.
5 января 2009 года Модибо Сидибе встречал в аэропорту Бамако прибывшего в Мали с визитом ливийского лидера Муаммара Каддафи.

### Награды
- командор Национального ордена Мали
- Орден Почетного легиона (Франция)

### Частная жизнь
Модибо Сидибе посвящает свой досуг чтению и спорту, особенно увлекается теннисом. В совершенстве владеет французским языком, знает английский язык и язык баманан. Почетный президент теннисного клуба.
Модибо Сидибе женат, у него пять детей.